# Ретикуляция

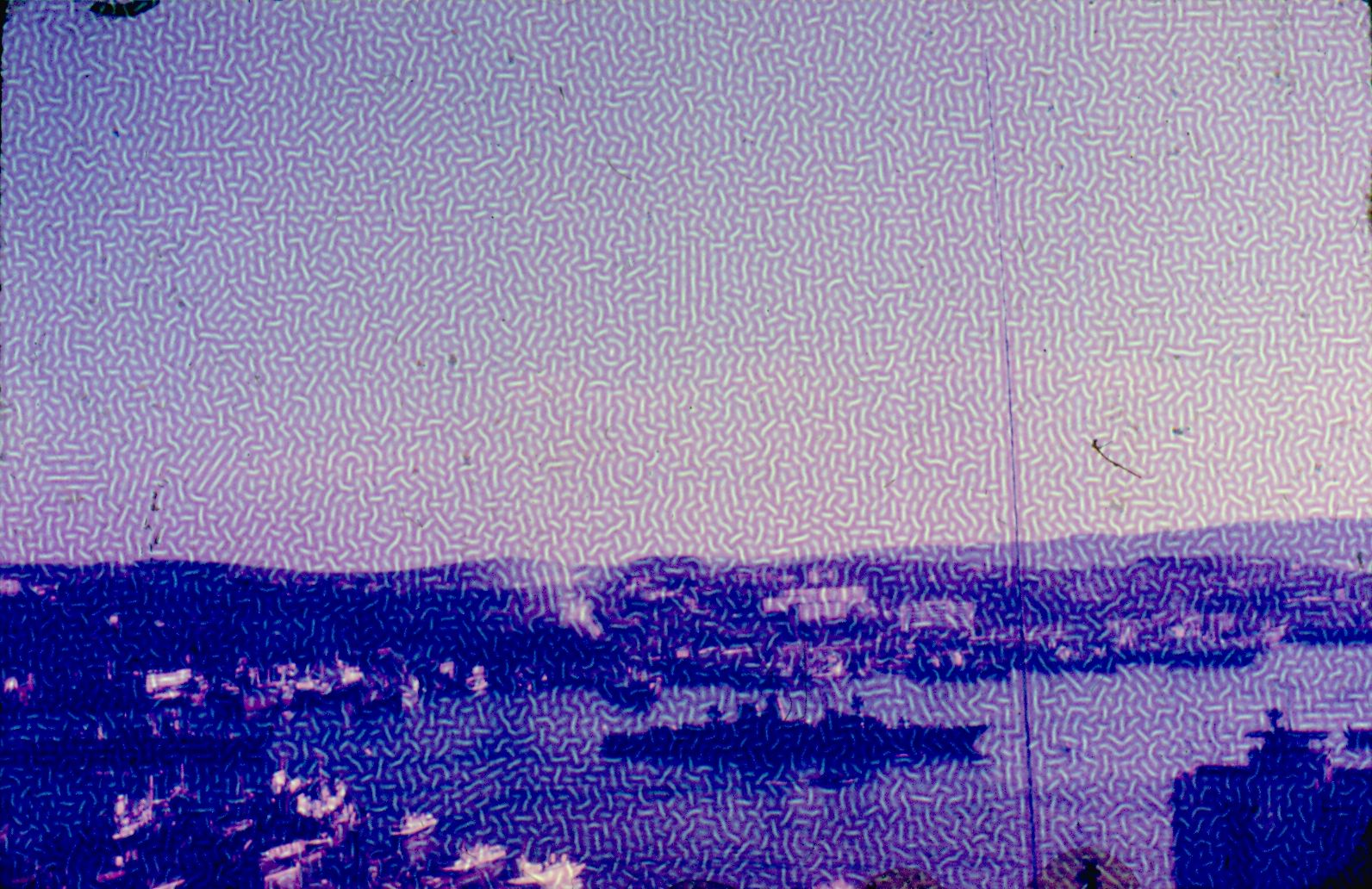
Ретикуляция на фотоплёнке.
При нарушении температурного режима обработки цветной обращаемой фотоплёнки «ЦО-22» в фотоэмульсионном слое возникла ретикуляция.
На фотографии изображена бухта Золотой Рог (Владивосток) и корабль Тихоокеанского Военно-Морского Флота СССР, 1978 год.

Ретикуля́ция (лат. reticulum — сеточка) — сморщивание, растрескивание слоя фотографической эмульсии.
- В обычном фотографическом процессе — вредное явление, результат неверно выбранных параметров химико-фотографической обработки фотоматериала.
- В фототипии — важная составляющая процесса, позволяющая с высокой точностью воспроизводить полутоновое изображение.

Наиболее часто ретикуляция возникает как результат неравномерного обезвоживания сильно набухшей желатины. Так, щелочная среда большинства проявителей способствует набуханию желатины, а в случае быстрых проявителей с едкой щёлочью эффект усугубляется. Если фотоматериал из такого проявителя переносится в раствор, содержащий высушивающие вещества, возникает ретикуляция.
Также возможно образование ретикуляционной сетки при переносе фотоматериала из раствора высокой температуры в холодный раствор или холодную промывочную воду. Перенос в более горячий раствор также может дать эффект ретикуляции.
Ретикуляции способствует дубление сильно набухшей желатины, особенно при обработке в дубящем фиксаже при низкой температуре.
Возникшая ретикуляция неустранима.